# Giulio Cesare
«Джуліо Чезаре» (італ. Giulio Cesare) — лінкор ВМС Італії типу «Конте ді Кавур» середини XX століття.

## Історія створення
Корабель був закладений 24 червня 1910 року в Генуї на корабельні «Ансальдо». Спущений на воду 15 жовтня 1911 року. вступив у стрій 14 травня 1914 року. Девіз корабля: «Щоб витримати будь-який удар».

## Історія служби

### У складі ВМС Італії

#### Перша світова війна
На момент оголошення Першої світової війни всі дредноути типу «Конте ді Кавур» знаходилися в головній базі Таранто, входячи до складу 1-ї дивізії лінійних кораблів контр-адмірала Камілло Корсі. Відразу після оголошення війни Італія розпочала блокаду австрійського узбережжя. Дредноути в Таранто перебували в тригодинній готовності, проводячи в затоці еволюції і стрільби. Їх головним завданням був бій з дредноутами противника. В жодному іншому випадку ризикувати ними не дозволялося.
Однією з небагатьох операцій, до якої залучалися дредноути, була окупація бази Курцола на півострові Саббіонцела (Італія). Здійснюючи далеке прикриття сил вторгнення, 1-ша дивізія, до якої входили три лінкори типу «Конте ді Кавур», 13 березня 1916 року перейшла в Валлону разом з броненосцями типу «Реджина Маргарита» і есмінцями, а потім знову повернулася в Таранто.

#### Міжвоєнний період
Після Світової війни дредноути типу «Конте ді Кавур» були найсучаснішими і потужними італійськими кораблями, тому керівництво флотом приділяло багато уваги підвищенню їх бойової ефективності на основі військового досвіду. Лінкор пройшов першу модернізацію, що закінчилася в 1922 році: триногі фок-щогли замінили чотириногі, які перенесли вперед від димової труби, щоб зменшити вплив на директори[прояснити] диму і тепла від котлів носового котельного відділення. Вертикальну частину колишньої фок-щогли зрізали приблизно на рівні верхньої крайки труби і використовували як опору для вантажної стріли. Тоді ж «Джуліо Чезаре» позбувся своєї носової прикраси — великого орла, що тримав у лапах стрічку з девізом Цезаря: «Прийшов. Побачив. Переміг».
У серпні 1923 року, коли загострилися відносини з Грецією, корабель взяв участь в операції на острові Корфу, а в 1925 році став на значнішу модернізацію: замінили системи управління артвогнем, ліворуч на півбака, перед носовими вежами, встановили катапульту для запуску гідролітака типу Macchi М.18, який розміщувався на даху середньої вежі. Для підйому літака з води і встановлення його на катапульту за останньою на верхній палубі з'явився кран, який міг опускатися в горизонтальне положення, щоб не заважати стрільбі гармат. На носовій бойовій рубці також з'явилася башточка з вбудованим далекоміром.
Проте час лінкорів з 305-мм гарматами пройшов, і ніякі поліпшення вже не могли зробити їх гідними суперниками кораблів, побудованих в останні роки війни. Тому в 1928 році «Джуліо Чезаре» став навчальним артилерійським кораблем.
З 25 жовтня 1933 року по 1 жовтня 1937 року корабель пройшов нову модернізацію, в ході якої зняли всі надбудови, башти, середню артилерію, частину броні. Корпус повністю «випатрали», подовжили, встановили в ньому протиторпедний захист, нові котли і турбозубчаті агрегати, посилили палубне бронювання та поставили нові надбудови. Коли лінкор вперше з'явився на виду під час великого огляду флоту в Неаполітанській бухті, влаштованого в травні 1938 року, він не мав нічого спільного зі своїм колишнім виглядом.

#### Друга світова війна
Лінкор брав участь у Другій світовій війні, зробивши 38 бойових виходів у море, пройшовши 16 947 морських миль, в тому числі: 8 виходів — для пошуку противника і 2 — для супроводу конвоїв. З 1943 по 1948 рік, в числі інших кораблів італійського флоту, стояв, не будучи законсервованим, з мінімальною командою і без належного технічного обслуговування.

### У складі ВМФ СРСР
На Тегеранської конференції наприкінці 1943 року Сталін наполіг на розділі італійського флоту між союзниками. Питання про передачу італійських кораблів було вирішене тільки в процесі підготовки мирного договору з Італією.
За рішенням Потрійної комісії в 1948 році СРСР отримав застарілий лінкор «Джуліо Чезаре», який, тим не менше, виявився молодшим інших двох з половиною наявних в СРСР лінкорів («Севастополь» та «Жовтнева революція», від постраждалого при бомбуванні «Петропавловська» лишилася лише кормова частина). 9 грудня 1948 року «Джуліо Чезаре» назавжди покинув Таранто. 6 лютого над кораблем підійняли військово-морський прапор СРСР, а через два тижні він вийшов до Севастополя. Наказом по Чорноморському флоту від 5 березня 1949 року лінкору присвоїли назву «Новоросійськ». У середині травня 1949 року лінкор поставили в Північний док на ремонт, а вже у липні «Новоросійськ» взяв участь у маневрах ескадри як флагман. У наступні шість років на кораблі поступово був виконаний значний обсяг робіт з ремонту, часткової заміни та модернізації бойових і технічних засобів. З 1949 по 1955 рік лінкор вісім разів перебував у заводському ремонті.
З травня і до кінця жовтня 1955 року «Новоросійськ» кілька разів виходив у море, відпрацьовуючи завдання з бойової підготовки. 28 жовтня 1955 року лінкор повернувся з останнього походу і зайняв місце на «лінкорной бочці» в районі Морського Госпіталю (глибина 17 м води і близько 30 м в'язкого мулу). Крім екіпажу, на борту знаходилося поповнення — військовослужбовці, переведені з армії у флот, тимчасово розміщені на лінкорі.

#### Загибель
О 1 годині 31 хвилині 29 жовтня 1955 року під корпусом лінійного корабля з правого борту в носі пролунав вибух, за оцінками рівний 1000—1200 кг тринітротолуолу. Була оголошена бойова тривога, корабель почав кренитися, і о 4:15 перекинувся через лівий борт. Сотні людей, вишикуваних на палубі, впали у воду і були накриті корпусом лінкора.

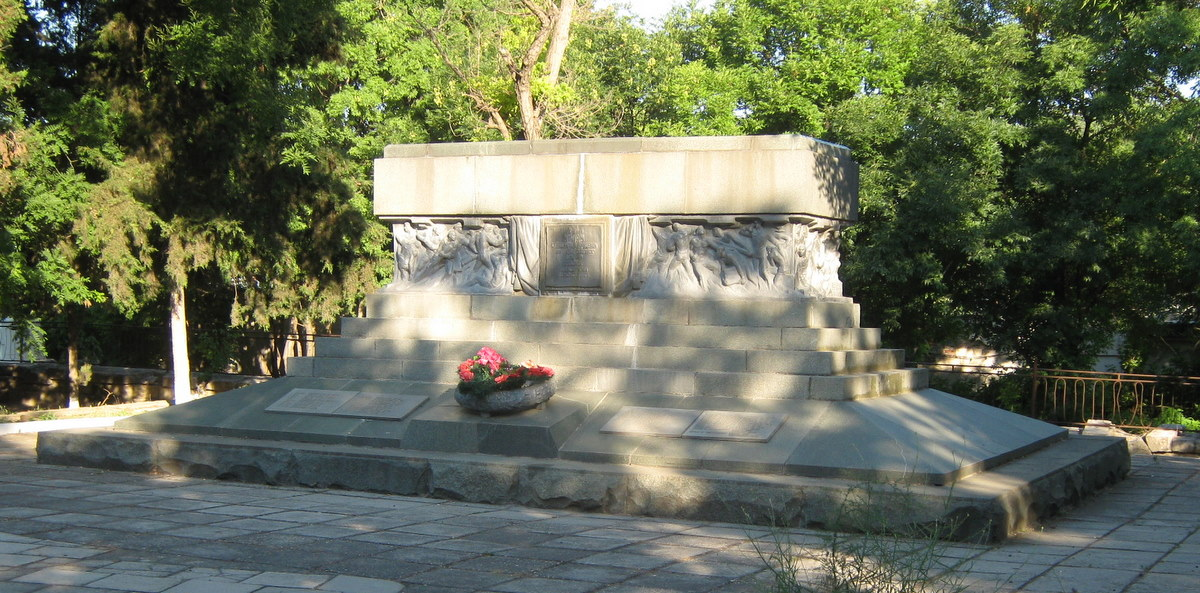
Могила моряків лінкора «Новоросійська»

У такому положенні корабель залишався декілька годин, упершись у твердий ґрунт щоглами. Тільки о 22:00 корпус повністю зник під водою. Багато моряків залишилися в повітряних подушках відсіків корабля, що перекинувся — адже там було їхнє місце по бойовій тривозі. З них вдалося врятувати лише дев'ять осіб: через прорізаний в кормовій частині днища отвір вийшли семеро людей, ще двох моряків з-під палуби юта, яка нещільно прилягала до ґрунту, вивели водолази. Всього під час катастрофи загинуло 604 особи, включаючи аварійні партії з інших кораблів ескадри.
Останки загиблих моряків поховані у братській могилі на кладовищі Комунарів у Севастополі (у могилі спочивають 42 моряки), основна ж частина загиблих похована на Братському цвинтарі.
Причини вибуху і дотепер не з'ясовані. Спочатку вважали, що стався вибух боєприпасів. Проте обстеження судна показало, що вибух стався зовні. Саме тому офіційний висновок свідчив, що причиною загибелі «Новоросійська» стала донна магнітна міна, залишена німцями в 1944 році. В закритому листі ЦК КПРС в травні 1956 року офіційно заявлено, що до загибелі корабля привели недисциплінованість екіпажу і нібито паніка на борту. Попри це, багато хто вважає, що корабель був підірваний італійськими диверсантами. Є свідчення, що того дня зовнішній рейд не охоронявся, а шумопеленгаторні станції не працювали. Серед інших версій: міна часів Другої світової війни. Хоча на думку більшості фахівців, характер вибуху не був схожий на вибух донної міни.
Версію диверсії в той період як основну не розглядали, хоча вона і витала в повітрі. Так, зокрема, ходили чутки, що командир флотилії підводних диверсантів Юніо Валеріо Боргезе після передачі судна СРСР присягнувся «помститися росіянам, що б не було». Саме він, на думку істориків, і здійснив підривання «Новоросійська». Проте, можливо, вищим чинам радянського флоту простіше було змиритися з донною міною, ніж з фактом успішних дій ворожих диверсантів на базі Чорноморського флоту.
Загибель лінкора, який на той момент вважався чи не найпотужнішим кораблем радянського флоту, привела до перестановок у вищому керівництві радянського ВМФ. За підсумками розслідування чотири радянські адмірали були знижені у званні, у тому числі головком ВМФ адмірал Микола Кузнєцов і командувач Чорноморським флотом віце-адмірал Віктор Пархоменко.
Трагедія, що сталася, була державною таємницею, і у радянських засобах масової інформації про неї не було ані слова.
У 1956 році лінкор підійняли й розібрали на брухт.
У 2013 році ветеран італійського підрозділу бойових плавців «Гамма» Уго Д'Еспозіто визнав, що італійські військові причетні до затоплення радянського лінкора «Новоросійськ». За словами Уго Д'Еспозіто, італійці не хотіли, щоби корабель дістався «росіянам», тому подбали про те, щоби його затопити. До того версія про те, що «Новоросійськ» затонув в результаті диверсії, організованою італійцями, не була офіційно підтверджена.

## Цікаві факти
Шведський павер-метал гурт Sabaton присвятив історії лінкора одну із своїх пісень.

## Виноски
1. 1 2  Месть римлян / Как «люди-лягушки» взорвали самый мощный корабль СССР (рос.)
2. ↑  Лінкор «Новоросійськ» у Криму підірвали італійці. Сенсаційне зізнання